# Георги Апостолов (скулптор)
Вижте пояснителната страница за други личности с името Георги Апостолов.
Георги Благоев Апостолов е български скулптор.

## Биография
Роден е на 29 март 1923 година в Монтана. През 1951 година завършва Художествената академия в София в класа по скулптура на Иван Фунев. В повечето си творби изобразява образи и теми от революционните борби на българите. Негови произведения са: „Арест 1923“ (1953), „Строител“ (1964), „Априлско въстание“ (1968), „Поп Андрей“ (1968), „Боримечката“ (1969) и „Поливач“ (1973). Автор е на паметниците „Владайското въстание“ (1972, с. Владая), „Септемврийци“ (1973, с. Септемврийци) и „Поп Андрей“ (с. Медковец). През 1963 година е удостоен с орден „Кирил и Методий“ – II степен, а през 1969 година получава Димитровска награда.